# 尼古拉·巴克里作品列表
截至2016年，尼古拉·巴克里的作品已超過140件。

## 全作品（按編號順序）
- 第 0 號作品 青少年時期（四首给管弦樂團的小品），1978 / 2016-17 修改
- 第 1 號作品 No. 1弦樂四重奏（给兩把小提琴，中提琴和大提琴的幻想曲），1980 年（Durand / Universal Classical Music 出版）
- 第 2 號作品 鋼琴協奏曲，1980-81（未發表）
- 第 3 號作品 兩首歌曲, 给小提琴（中提琴或大提琴）和鋼琴，1981 年（Peer music classical，紐約-漢堡）
- 第 4 號作品 No. 1小夜曲, 给雙簧管和 9 位器樂演奏家（三首即興，採用 Fernand Verhesen 的詩）, 1981-1982 / 1989 修改（Durand/Universal Classical Music Publishing MGB France 出版）
- 第 5 號作品 No. 2弦樂四重奏（五首小品），1982 年（Peer music classical，紐約-漢堡）
- 第 6-1 號作品 《夜晚即景》 No. 1中提琴二重奏，1982 年（Durand / Universal Classical Music 出版）
- 第 6-2 號作品 《輓歌》 No. 2中提琴二重奏，1987- 1989 年（Durand/Universal Classical Music Publishing MGB France 出版）
- 第 7 號作品 No. 1小提琴協奏曲 與 21 項樂器（或樂團）1982-1983（Peer music classical，紐約，漢堡）
- 第 8 號作品 弦樂三重奏（六首奏鳴曲 给小提琴，中提琴和大提琴），1982-1983（Durand / Universal Classical Music 出版）
- 第 9 號作品 No. 1小提琴和中提琴二重奏 （音域和速度的交織），1983- 1984 年（Durand / Universal Classical Music 出版）
- 第 10 號作品 第二小夜曲,（五首即興，採用 Fernand Verhesen 的詩）為中提琴，長笛，中提琴，木琴和豎琴，1983（Durand / Universal Classical Music 出版）
- 第 11 號作品 No. 1交響曲 給大型管樂團 ，1983-84（Durand / Universal Classical Music 出版）
- 第 12 號作品 No. 1 Bagatelle 給鋼琴 1982 年（EDI 潘，羅馬）
- 第 12 號作品 No. 2 Bagatelles 給單簧管和鋼琴，1985（EDI 潘，羅馬）
- 第 13 號作品 三個片段 （音樂的時刻，第一冊），1984-85 / 88-89（Durand / Universal Classical Music 出版）
- 第 14 號作品 《夜晚》 （室內協奏曲幾乎小交響曲） 給 9 位器樂演奏家及女高音，1985-1986（Durand / Universal Classical Music 出版）
- 第 15 號作品 四首夜曲，給雙簧管和小提琴，1985 /1987 修改 （Durand / Universal Classical Music 出版）
- 第 16 號作品 No. 2小提琴和中提琴二重奏 （四首間奏曲） 1984-1990 （Durand / Universal Classical Music 出版）
- 第 17 號作品 大提琴協奏曲，1985-1987 （Durand / Universal Classical Music 出版）
- 第 18 號作品 《墓園素描》 第二弦樂四重奏 （或弦樂團），1985/87/88 （Durand / Universal Classical Music 出版）
- 第 19 號作品 Erich Zann 的音樂（夜曲提獻給吉辛托·斯塞爾西）小提琴獨奏 1987 /rév.87 （Durand / Universal Classical Music 出版）
- 第 20 號作品 《夜晚隨想曲》（豎笛協奏曲），1986 - 1987，（Durand / Universal Classical Music 出版）
- 第 21 號作品 三首小狂想曲 （給小提琴），1979/86， （Durand / Universal Classical Music 出版）
- 第 22 號作品 《悲愴交響曲》 No. 2號交響曲，1986 - 1988 年/ 1990 修正，（Durand / Universal Classical Music 出版）
- 第 23 號作品 安魂曲 （第一、二和三夜晚音樂 ） 給中提琴或大提琴和室內樂團，1987 - 1988年，（Durand / Universal Classical Music 出版）
- 第 24 號作品 兩首鋼琴前奏曲（音樂的時刻，第二冊），1988 （Durand / Universal Classical Music 出版）
- 第 25 號作品 小提琴和大提琴二重奏，1987-1988/ 92 （Durand / Universal Classical Music 出版）
- 第 26 號作品 No. 3 小夜曲 《風景》，給長笛獨奏，雙簧管，單簧管，鋼片琴（或大鍵琴或鋼琴），1988 / 91 修改（Durand / Universal Classical Music 出版）
- 第 26-b 號作品 《風景》，給管樂五重奏，1988/92 （ Durand / Universal Classical Music 出版）
- 第 27 號作品 幾乎變奏曲，給大提琴（或中提琴）和鋼琴，1989 （ Durand / Universal Classical Music 出版）
- 第 28 號作品 三首鋼琴前奏曲（音樂的時刻，第三冊），1989 （ Durand / Universal Classical Music 出版）
- 第 29 號作品 《三首歌曲及終曲》，1987-1989，（Durand / Universal Classical Music 出版）
- 第 29-b 號作品 《敘事抒情歌曲》，1988-1989，（Durand / Universal Classical Music 出版）
- 第 30 號作品 《福利亞舞曲》 （西班牙交響慢三步舞） 給管弦樂團，1990， （Durand / Universal Classical Music 出版）
- 第 30-B 號作品 《福利亞舞曲》 （西班牙交響慢三步舞） 給中提琴（或大提琴）和弦樂團，1990，（Durand / Universal Classical Music 出版）
- 第 30-C 號作品 《西班牙慢三步舞》 No. 1小提琴和中提琴二重奏，1990，（Durand / Universal Classical Music 出版）
- 《福利亞舞曲》 也存在大提琴（或中提琴）和大提琴團版本 （D. Williencourt 改編）
- 第 31 號作品 No. 1組曲，《前奏與變形》，給大提琴獨奏，1987-1990/94 修改/2010，（Durand / Universal Classical Music 出版）
- 第 31 號作品 No. 2組曲 《悲愴》，給大提琴獨奏，1991- 1993，（Durand / Universal Classical Music 出版）
- 第 31 號作品 No. 3 組曲 《生與死》，給大提琴獨奏，1992- 1993，（Durand / Universal Classical Music 出版）
- 第 32 號作品 大提琴和鋼琴奏鳴曲，1990-1992 / 94 修改，（Durand / Universal Classical Music 出版）
- 第 33 號作品 No. 3 號交響曲 《安魂交響曲》 （包含亞伯拉罕之子和無穹），1988–1994，（Durand / Universal Classical Music 出版）內容包括 :
- 第 33-1 號作品 《棄世》 （清唱劇，亞伯拉罕之子，第一部），1992-1994，（Durand / Universal Classical Music 出版）
- 第 33-2 號作品 民歌 《唐˙曼里克為他去世的父親》 （清唱劇，亞伯拉罕之子，第二部） 給混聲清唱，1993，（Durand / Universal Classical Music 出版）
- 第 33-2b 號作品 民歌 《唐˙曼里克為他去世的父親》 （清唱劇，亞伯拉罕之子，第二部） 給女聲合唱 （或修女） 及 四種管樂器 （或管風琴），1993，（Durand / Universal Classical Music 出版）
- 第 33-3 號作品 《生與死》 （清唱劇，亞伯拉罕之子，第三部），1992-93，（Durand / Universal Classical Music 出版）
- 第 33-3b 號作品 No. 6 前奏曲 給鋼琴 （音樂的時刻，第四冊），1991，（Durand / Universal Classical Music 出版）
- 第 33-3c 作品 前奏曲 給管風琴，1991，（Durand / Universal Classical Music 出版）
- 第 33-4 作品 《無穹》 （五首冥想 給管弦樂團及合唱團） 1988-90，（Durand / Universal Classical Music 出版）
- 第 34 作品 交響觸技曲 （No. 1小提琴、大提琴和鋼琴三重奏）1987-89 / 92-93 修改 （Durand / Universal Classical Music 出版）
- 第 34-b 作品 交響觸技曲 給鋼琴及弦樂四重奏 （Durand / Universal Classical Music 出版）
- 第 35 號作品 《美語字母》 給鋼琴、單簧管和中提琴（或大提琴），1991-94，（Durand / Universal Classical Music 出版）
- 第 35-b 號作品 《美語字母》 給鋼琴和兩支薩克斯風，1991-94，（Durand / Universal Classical Music 出版）內容包括 :
- 第 35-1 號作品 《神秘夜晚》 給鋼琴、單簧管和中提琴（或大提琴），1994，（ Durand / Universal Classical Music 出版）
- 第 35-2 號作品 《給 A. C. 的哀歌》 給鋼琴、單簧管和中提琴（或大提琴），1991-1992，（ Durand / Universal Classical Music 出版）
- 第 35-3 號作品 《亞當之舞》 給鋼琴、單簧管和中提琴（或大提琴），1993，（ Durand / Universal Classical Music 出版）
- 第 36 號作品 弦樂六重奏，1991-1992，（ Durand / Universal Classical Music 出版）
- 第 36-b 號作品 琴弓音樂，1991-1992，（給六重奏及弦樂團版本） （ Durand / Universal Classical Music 出版）
- 第 37 號作品 第一嬉遊曲，給單簧管、小提琴、中提琴和大提琴，1991-1992，（ Durand / Universal Classical Music 出版）
- 第 38 號作品 小奏鳴曲，給鋼琴，1992，（ Durand / Universal Classical Music 出版）
- 第 38-b 號作品 四首 Bagatelles，給管樂五重奏，1992，（ Durand / Universal Classical Music 出版）
- 第 38-c 號作品 小交響曲，給管樂團，1992，（ Durand / Universal Classical Music 出版）
- 第 39 號作品 No. 1小喇叭協奏曲 （這些給小喇叭、弦樂團、管樂團、鋼琴、定音鼓及小鼓的片段，題獻給 Michael Tippett），1992，（ Durand / Universal Classical Music 出版）
- 第 40 號作品 No. 1奏鳴曲，給小提琴和鋼琴，1993-94，（ Durand / Universal Classical Music 出版）
- 第 41 號作品 三首哈雷路亞，給修女或女聲合唱，1994，（ Durand / Universal Classical Music 出版）
- 第 41-b 號作品 四首哈雷路亞，給修女、女聲合唱及管弦樂團，1994，（ Durand / Universal Classical Music 出版）
- 第 42 號作品 No. 4 弦樂四重奏 （獻給貝多芬） ，1989-90/93-94/95-06 修改，（ Durand / Universal Classical Music 出版）
- 第 43 號作品 民歌風格 No. 2 嬉遊曲，給單簧管、小提琴和大提琴，1994，（ Durand / Universal Classical Music 出版）
- 第 44 號作品 No. 4 清唱劇 （莎士比亞十四行诗 第 66 段） 給人聲及弦樂團 （或大提琴團），1994-95，（ Durand / Universal Classical Music 出版）
- 第 45 號作品 短奏鳴曲（獻給莫札特） 給小提琴，1994，（ Durand / Universal Classical Music 出版）
- 第 46 號作品 三首前奏曲 （音樂的時刻，第五冊）給鋼琴，1994-95，（Durand / Universal Classical Music 出版）
- 第 47 號作品 No. 2 弦樂三重奏 《對比》 給小提琴、中提琴和大提琴，1995 （Durand / Universal Classical Music 出版）
- 第 48 號作品 幻想曲 給小喇叭和管風琴，1991/1995/2005 修改 （Durand / Universal Classical Music 出版）
- 第 49 號作品 No. 4 號交響曲 《暴風與狂飆》 （古典交響曲），1995 （Durand / Universal Classical Music 出版）
- 第 49-b 號作品 No. 4 號交響曲 《暴風與狂飆》 （古典交響曲） 給鋼琴、單簧管、法國號、小提琴、中提琴和大提琴之版本，1995/2004 （Durand / Universal Classical Music 出版）
- 第 50 號作品 No. 4 組曲，給大提琴獨奏，1994/96，（Durand / Universal Classical Music 出版）
- 第 51 號作品 交響協奏曲，給雙鋼琴及弦樂團，1995-96/2006 修改 （Durand / Universal Classical Music 出版）
- 第 52 號作品 《祈禱》，（給小提琴或中提琴或大提琴和管弦樂團），1994/1996-97，（Durand / Universal Classical Music 出版）
- 第 53 號作品 第二奏鳴曲，給小提琴，1996，（Durand / Universal Classical Music 出版）
- 第 54 號作品 No. 3 弦樂三重奏 《夜晚奏鳴曲》，給小提琴 （或長笛）、大提琴（或中提琴）和鋼琴，1996/97 修改，（Durand / Universal Classical Music 出版）
- 第 55 號作品 No. 5 號交響曲 （管弦樂團協奏曲） ，1996-97，（Durand / Universal Classical Music 出版）
- 第 56 號作品 《花與魔鏡》 （給兒童的抒情童話/ Charles Juliet 的劇本） ，1996-97，（Durand / Universal Classical Music 出版）
- 第 57 號作品 No. 5 弦樂四重奏，1997，（Durand / Universal Classical Music 出版）
- 第 58-1 號作品 第一《蒙多爾奏鳴曲》，給單簧管和雙簧管（或其他木管組合） ，1997，（Durand / Universal Classical Music 出版）
- 第 58-2 號作品 No. 2 《蒙多爾奏鳴曲》，給單簧管，1997，（Durand / Universal Classical Music 出版）
- 第 59 號作品 五首苦難和慰藉經文歌，給混聲合唱清唱，1998，（Durand / Universal Classical Music 出版）
- 第 60 號作品 No. 6 號交響曲，給大型管弦樂團 ，1998，（Salabert / Universal Classical Music 出版）
- 第 61 號作品 室內協奏曲，給單簧管和弦樂團（或弦樂四重奏） ，1998，（Salabert / Universal Classical Music 出版）
- 第 62 號作品 No. 6 經文歌 《但耶和華》 給混聲合唱清唱，1998，（Peer music classical，紐約，漢堡）
- 第 63 號作品 長笛協奏曲，1999，（Salabert / Universal Classical Music 出版）
- 第 64 號作品 《以色列 啊，主》 給混聲合唱清唱，2000，（Peer music classical，紐約，漢堡）
- 第 65 號作品 第二小喇叭協奏曲 給小喇叭和弦樂團，《紀念巴哈》，2000，（Peer music classical，紐約，漢堡）
- 第 66 號作品 嬉遊曲，給小提琴、鋼琴 （或鋼琴、小提琴和大提琴）和管弦樂團，1999-2000，（Peer music classical，紐約，漢堡）
- 第 67 號作品 室內協奏曲，給中提琴（或小提琴或大提琴或長笛或單簧管）和鋼琴，1977/1997-2000，（Peer music classical，紐約，漢堡）
- 第 68 號作品 短奏鳴曲，給鋼琴，1978-79/2003 修改，（Gérard Billaudot éditeur, 巴黎）
- 第 69-1 號作品 《藝術的兒時》 年青時期的七首鋼琴小品，1977-79/2000-2001 修改，（Gérard Billaudot éditeur, 巴黎）
- 第 69-2 號作品 《給艾露易的本子》 年青時期的四首鋼琴小品，1976-79/2000-2003 修改，（Gérard Billaudot éditeur, 巴黎）
- 第 69-3 號作品 十二音列的主題之小變奏曲，給鋼琴，（1979） （Gérard Billaudot éditeur, 巴黎）
- 第 70 號作品 變奏奏鳴曲，給中提琴，2000-01 （Peer music classical，紐約，漢堡）
- 第 70-b 號作品 No. 5 組曲，給大提琴獨奏 （變奏奏鳴曲），2000-01/2003 （Peer music classical，紐約，漢堡）
- 第 71 號作品 No. 7 經文歌 《福光》 給女聲合唱，2001，（Peer music classical，紐約，漢堡）
- 第 72 號作品 小交響曲，給弦樂團，2001，（Peer music classical，紐約，漢堡）
- 第 73 號作品 夜曲，給單簧管和大提琴，2001，（Gérard Billaudot éditeur, 巴黎）
- 第 74 號作品 夜曲，給雙簧管和弦樂團，2001，（Peer music classical，紐約，漢堡）
- 第 75 號作品 No. 2 奏鳴曲，給小提琴和鋼琴，2002，（Peer music classical，紐約，漢堡）
- 第 75-b 號作品 No. 2 奏鳴曲，給小提琴和鋼琴，2002，（Peer music classical，紐約，漢堡）
- 第 76 號作品 哀歌，給小提琴（或中提琴或大提琴）和鋼琴 （摘自No. 2 奏鳴曲），2002，（Peer music classical，紐約，漢堡）
- 第 77 號作品 《沉默彩虹》 No. 5 經文歌，給次女高音，合唱團跟管弦樂團，2001-2002，（Le chant de Monde 巴黎）
- 第 77-b 號作品 《死亡》 兩個合唱團，摘自《沉默彩虹》，給混聲合唱清唱，2001-2002， （Le chant de Monde 巴黎）
- 第 78 號作品 No. 8 經文歌 《幸福》，給七個獨唱及混聲合唱清唱，2002，（Peer music classical，紐約，漢堡）
- 第 79 號作品 三首夜曲，給長笛和弦樂三重奏，2002，（Gérard Billaudot éditeur, 巴黎）
- 第 80 號作品 《四季》 給雙簧管的四首協奏曲（或小提琴）、小提琴、中提琴、大提琴（或巴松管）和弦樂隊，2000-11，（Le chant de Monde 巴黎），包括：
- 第 80-1 號作品 《秋天》 憂傷的協奏曲，給雙簧管（或小提琴），大提琴（或巴松管）和弦樂隊，2000/02，（Le chant de Monde 巴黎）
- 第 80-2 號作品 《春天》 戀愛般的協奏曲，給雙簧管、小提琴（或兩把小提琴）和弦樂隊，2004/05，（Le chant de Monde 巴黎）
- 第 80-3 號作品 《冬天》 黑暗的協奏曲，給雙簧管（或小提琴）、中提琴和弦樂隊，2009，（Le chant de Monde 巴黎）
- 第 80-4 號作品 《夏天》 燦爛的協奏曲，給雙簧管（或小提琴）、小提琴、中提琴、大提琴和弦樂隊，2010/11，（Le chant de Monde 巴黎）
- 第 81 號作品 《啊!我有充足的水》 哀怨的，給次男高音（或次女高音）和弦樂（弦樂隊或大提琴團/古大提琴團），2002，（Le chant de Monde 巴黎）
- 第 81-b 號作品 《啊!我有充足的水》 No. 9 經文歌，給女高音和混聲合唱或六位獨唱，2002，（Le chant de Monde 巴黎）
- 第 82 號作品 伊維奏鳴曲 （給兩把大提琴的奏鳴曲） ，2002-03，（Gérard Billaudot éditeur, 巴黎）
- 第 83-a 號作品 No. 3 小提琴協奏曲，1999-2000/2002-03，（Peer music classical，紐約，漢堡）
- 第 83-b 號作品 組曲，給管樂八重奏，2003，（Peer music classical，紐約，漢堡）
- 第 83-c 號作品 前奏曲，莫呂哀舞曲和賦格，給兩把大提琴，2002-03/2013，（Peer music classical，紐約，漢堡）
- 第 84 號作品 短的序曲，給管絃樂團，1978/2002-03，（Le chant de Monde 巴黎）
- 第 85 號作品 紀念 D.S.C.H.的哀歌，給絃樂團，2003/06 修改/12，（Le chant de Monde 巴黎）
- 第 85-b 號作品 紀念 D.S.C.H.的哀歌，給交響樂團，2003/12，（Le chant de Monde 巴黎）
- 第 86 號作品 《Stabat Moter》，給混聲合唱清唱，小提琴獨奏，女高音，次女高音，2003，（Le chant de Monde 巴黎）
- 第 87 號作品 維瓦第式的清唱劇，No. 6 清唱劇 《耶和華》 給次男高音（或次女高音）和弦樂隊，2003-04/2010-11 修改，（Le chant de Monde 巴黎）
- 第 88 號作品 No. 6 組曲，給大提琴，2004，（Le chant de Monde 巴黎）
- 第 88-b 號作品 組曲，給管弦樂隊，2004，（Le chant de Monde 巴黎）
- 第 88-c 號作品 協奏式組曲，給長笛（或雙簧管或單簧管或巴松管）和弦樂隊（或弦樂四重奏），2004，（Le chant de Monde 巴黎）
- 第 89 號作品 《音樂樹 或 瑟拉芬樂的探險》 兒童音樂劇，給朗誦及小樂團，2004，（Le chant de Monde 巴黎）
- 第 90 號作品 夜曲，給大提琴和弦樂隊，2004，（Le chant de Monde 巴黎）
- 第 91 號作品 前奏曲和賦格，給鋼琴，2004，（Alphonse Leduc 巴黎）
- 第 92 號作品 十二首巴斯卡式獨白，給長笛或雙簧管，2004，（Alphonse Leduc 巴黎）
- 第 93 號作品 No. 10 經文歌 《求主憐憫》 ，給混聲合唱或五位獨唱，2004，（Durand / Universal Classical Music 出版）
- 第 94 號作品 依貝多芬主題的冥想，給樂團或大提琴四重奏，2004，（Alphonse Leduc 巴黎）
- 第 95 號作品 紀念巴爾托克之奏鳴曲，給兩把小提琴，2005，（Le chant de Monde 巴黎）
- 第 96 號作品 三首愛之歌，給女高音及管弦樂團，2005，（Alphonse Leduc 巴黎）
- 第 97 號作品 No. 6 弦樂四重奏，給兩把小提琴、中提琴和大提琴，2005-06，（Le chant de Monde 巴黎）
- 第 98 號作品 No. 4 三重奏，《莊嚴奏鳴曲》，給鋼琴、小提琴和大提琴，2006，（Alphonse Leduc 巴黎）
- 第 99 號作品 憂傷的小夜曲，給吉他，2004，（Caroni Music 法國比亞里茨）
- 第 100 號作品 古典情趣 （三冊鋼琴本緬懷巴洛克及古典大師） ，2006-07，（Durand / Universal Classical Music 出版）包含 :
- 第 100-1 號作品 巴洛克組曲，給鋼琴，2006-07，（Durand / Universal Classical Music 出版）
- 第 100-2 號作品 古典小奏鳴曲，給鋼琴，2007，（Durand / Universal Classical Music 出版）
- 第 100-3 號作品 在巴洛克詠嘆調及單音賦隔間，2006，（Durand / Universal Classical Music 出版）
- 第 100-b 號作品 微笑組曲，給鋼琴、小提琴和單簧管（依據古典情趣），2006-07，（Durand / Universal Classical Music 出版）
- 第 101 號作品 No. 7 弦樂四重奏，《莊嚴變奏曲》，給兩把小提琴、中提琴和大提琴，2006-07，（Alphonse Leduc 巴黎）
- 第 102 號作品 依中國主題的冥想，給胡琴（二胡或中提琴或小提琴）和管弦樂隊，2006-07，（Le chant de Monde 巴黎）
- 第 103 號作品 兩幅抒情素描，給鋼琴，2006-07，（Durand / Universal Classical Music 出版）
- 第 103-b 號作品 兩幅抒情素描，給大提琴和鋼琴，2006-07，（Durand / Universal Classical Music 出版）
- 第 104 號作品 給左手的夜曲，給鋼琴，2007，（Durand / Universal Classical Music 出版）
- 第 105 號作品 第二奏鳴曲，給鋼琴，2007/2008 修改/2010，（Durand / Universal Classical Music 出版）
- 第 106 號作品 冥想奏鳴曲，給小提琴、中提琴和大提琴，2008
- 第 107 號作品 《十字架的道路》 變奏曲，給大管樂隊，2008，（Le chant de Monde 巴黎）
- 第 108-1 號作品 抒情小奏鳴曲，給單簧管 （或中提琴或中音薩克斯風） 和鋼琴，2009，（Alphonse Leduc 巴黎）
- 第 108-2 號作品 寶石小奏鳴曲，給單簧管 （或中提琴或中音薩克斯風） 和鋼琴，2009，（Alphonse Leduc 巴黎）
- 第 108-1b 號作品 抒情小奏鳴曲，給單簧管 （或中音薩克斯風） 和弦樂四重奏，2008，（Alphonse Leduc 巴黎）
- 第 109 號作品 《M 先生》 一場音樂劇，給一位朗誦者和多樣樂器 （單簧管、巴松管、小喇叭、長號、小提琴、低音大提琴和打擊樂器），2008，（Le chant de Monde 巴黎）
- 第 109-2 號作品 魔鬼變奏曲，給中提琴和巴松管（或大提琴），2008/2010-11，（Le chant de Monde 巴黎）
- 第 109-2b 號作品 魔鬼變奏曲，給大提琴和巴松管（或兩把大提琴），2008/2010-11，（Le chant de Monde 巴黎）
- 第 109-2c 號作品 簡易變奏曲 （依據魔鬼變奏曲），給鋼琴，2008/2010-11，（Le chant de Monde 巴黎）
- 第 110 號作品 抒情插曲 （牧歌風格的習作），給英國管 （或長笛或單簧管） ，小提琴和大提琴，2008，（Alphonse Leduc 巴黎）
- 第 110-b 號作品 抒情插曲 （牧歌風格的習作），給英國管 （或長笛或單簧管或中提琴） 和鋼琴，2008，（Alphonse Leduc 巴黎）
- 第 111 號作品 小夜曲，給中音薩克斯風 （或長笛或單簧管或中提琴） 和鋼琴，2008， （Gérard Billaudot éditeur, 巴黎）
- 第 111-b 號作品 小夜曲，給中音薩克斯風 （或長笛或單簧管） ，小提琴和大提琴，2008，（Gérard Billaudot éditeur, 巴黎）
- 第 112 號作品 No. 8 弦樂四重奏 （紀念海頓），給兩把小提琴、中提琴和大提琴，2008-09，（Alphonse Leduc 巴黎）
- 第 113 號作品 No. 11 經文歌 《希望》，給女聲合唱或四位獨唱，2009，（Durand / Universal Classical Music 出版）
- 第 114 號作品 《地表之間》 五場，給朗誦者、管絃樂團和合唱團，2009，（未出版）
- 第 115 號作品 三首即興曲，給長笛和鋼琴，2005/09，（Delatour 法國）
- 第 116 號作品 《冬夜》 （冥想協奏曲） ，給小提琴和弦樂團，2008-09，（Le chant de Monde 巴黎）
- 第 117-a 號作品 協奏曲式的音樂，給法國號 （或中提琴或大提琴） 和管樂團，2009-10，（Le chant de Monde 巴黎）
- 第 117-b 號作品 協奏曲式的音樂，給法國號 （或中提琴或大提琴） 和鋼琴，2008-10，（Le chant de Monde 巴黎）
- 第 117-c 號作品 協奏曲式的音樂，給法國號和弦樂團，2008-10/12，（Le chant de Monde 巴黎）
- 第 117-d 號作品 協奏曲式的音樂，給中提琴 （或大提琴） 和弦樂團，2008-10/12，（Le chant de Monde 巴黎）
- 第 118 號作品 給三把小提琴的協奏曲，幾近幻想曲，2010，（Le chant de Monde 巴黎）
- 第 119-a 號作品 憂傷的旋律 （四首歌曲/詞 : Alvaro Escobar-Molina），給女高音及鋼琴，2010，（Alphonse Leduc 巴黎）
- 第 119-b 號作品 憂傷的旋律 （四首歌曲/詞 : Alvaro Escobar-Molina），給女高音及管弦樂團，2010，（Alphonse Leduc 巴黎）
- 第 120 號作品 《讚美主》 給女聲三聲部合唱、兩把小提琴和大提琴，2011，（Le chant de Monde 巴黎）
- 第 121-1 號作品 《化身》 紀念亨利‧杜替耶，給大提琴獨奏，2011，（Le chant de Monde 巴黎）
- 第 121-2 號作品 《化身》 紀念班傑明·布瑞頓，給大提琴獨奏，2012，（Le chant de Monde 巴黎）
- 第 122 號作品 急板地奏鳴曲，給鋼琴 （No. 3 鋼琴奏鳴曲），2011，（Le chant de Monde 巴黎）
- 第 123 號作品 《季節》 四首插曲，給鋼琴，2009-11，（Le chant de Monde 巴黎）
- 第 124 號作品 No. 7 交響曲 （分為三部分的交響曲），給大型管弦樂團，2011，（Le chant de Monde 巴黎）
- 第 125 號作品 《悲傷的頌歌》 紀念莫里斯·安德烈，給小喇叭四部，2011，（未出版）
- 第 126 號作品 《愛情的兩個面孔》 （No. 7 清唱劇，給聲音和鋼琴或弦樂四重奏或弦樂團） ，2012/15，（Le chant de Monde 巴黎）
- 第 126-1 號作品 三首浪漫藝術歌曲，給聲音和鋼琴或弦樂四重奏或弦樂團，2012，（Le chant de Monde 巴黎）
- 第 126-2 號作品 愛之歌，給聲音和鋼琴或弦樂四重奏或弦樂團，2015，（Le chant de Monde 巴黎）
- 第 127 號作品 四首哀歌，給大提琴和鋼琴，2012，（Le chant de Monde 巴黎）
- 第 128 號作品 No. 2 奏鳴曲，給大提琴和鋼琴，2012，（Le chant de Monde 巴黎）
- 第 129 號作品 浪漫隨想曲，給大提琴和鋼琴，2012-13，（Le chant de Monde 巴黎）
- 第 130 號作品 《一天》 （給管弦樂團的四幅畫面），2013，（Le chant de Monde 巴黎）
- 第 131 號作品 小奏鳴曲和隨想曲，給單簧管或薩克斯風獨奏，2013，（Jean-Louis Delage 法國）
- 第 132 號作品 《羔羊頌》 給相同的音色 ; 修女、或女聲合唱及管風琴，2013，（Le chant de Monde 巴黎）
- 第 133 號作品 《孩子皆如此》 抒情喜劇 給獨唱、相同的音色 ; 修女、或女聲合唱及管弦樂團，2012-13，（Le chant de Monde 巴黎）
- 第 134 號作品 幻想曲，給鋼琴，2014-16，（Le chant de Monde 巴黎）
- 第 135 號作品 《Encore》，兩首諷刺小品，給小提琴和鋼琴，1995/2014/16，（Le chant de Monde 巴黎）
- 第 136 號作品 《五個重逢時刻》 : 前奏曲 （1979） ; 夜晚船歌 （1979/2001 修改/06/13） ; 華格納之墓 （1979/2014 修改） ; 向梅湘致意 （1979） ; 鐘聲及觸技曲 （1979/2014 修改） 給單簧管和鋼琴，（Le chant de Monde 巴黎）
- 第 136-b 號作品 《五個重逢時刻》 : 前奏曲 （1979） ; 夜晚船歌 （1979/2001 修改/06/13） ; 華格納之墓 （1979/2014 修改） ; 向梅湘致意 （1979） ; 鐘聲及觸技曲 （1979/2014 修改） 給小提琴和鋼琴，（Le chant de Monde 巴黎）
- 第 136-c 作品 《五 個 重逢 時 刻》 : 前奏 曲 （1979） ; 向 梅湘 致意 （1979） ; 鐘聲及觸技曲（1979/2014 修改） 給單簧管、小提琴和鋼琴，（Le chant de Monde 巴黎）
- 第 137 號作品 短笛 夜之協奏曲，給中提琴和中提琴樂團，2014，（Le chant de Monde 巴黎）
- 第 138 號作品 《軀幹》 No. 3 奏鳴曲，給小提琴和鋼琴，2014，（Le chant de Monde 巴黎）
- 第 138-b 號作品 《軀幹 2》 No. 3 奏鳴曲，給小提琴和鋼琴，2014/16，（Le chant de Monde 巴黎）
- 第 139 號作品 《黑暗》 （No. 6 夜曲 給鋼琴） ，給鋼琴，2015-16
- 第 140 號作品 No. 9 弦樂四重奏 《希望之歌》，給兩把小提琴、中提琴和大提琴，2015，（Le chant de Monde 巴黎）
- 第 141 號作品 像藤田 嗣治致敬 （協奏曲式的奏鳴曲 給長笛及弦樂三重奏） ，2015-16
- 第 142-a 號作品 四首奏鳴曲 （幾近變奏曲），給四支單簧管，2016 ，（Klarthe）
- 第 143 號作品 憂傷的華爾滋，給鋼琴，2016